# 利比亚武装力量
利比亚武装力量（阿拉伯语：‎）是利比亚國的国家武装力量，是利比亚境内多支独立军事力量的统称，受国际社会承认的利比亚民族团结政府（GNA）和民族统一政府指挥。它由陆军、海军、空军组成。利比亚武装力量目前有现役人员35000人。

## 历史
2011年，利比亚内战爆发，反穆阿迈尔·卡扎菲人士组建了利比亚国民解放军以推翻穆阿迈尔·卡扎菲的统治，2011年10月20日，穆阿迈尔·卡扎菲在苏尔特被利比亚国民解放军击毙。2011年11月，以利比亚国民解放军为基础，利比亚武装力量成立。

## 分支

### 海军
利比亚海军成立于1962年，目前利比亚海军的司令部位于的黎波里。

### 空军
目前利比亚空军的装备以米格-21、米格-23为主。